# Peter Norman
Peter George Norman (Melbourne, 15 giugno 1942 – Williamstown, 3 ottobre 2006) è stato un velocista australiano, medaglia d'argento dei 200 metri piani ai Giochi olimpici di Città del Messico 1968.
Membro dell'Esercito della Salvezza, divenne famoso per avere solidarizzato, sul podio della gara citata, con gli statunitensi Tommie Smith e John Carlos, rispettivamente oro e bronzo olimpico, i quali avevano inscenato una silenziosa protesta contro le discriminazioni razziali nel loro Paese.

## Biografia

### I Giochi olimpici del 1968
Nel corso dei Giochi olimpici del 1968, Peter Norman si era messo in evidenza fin dalle batterie eliminatorie dei 200 metri, quando batté il record olimpico con il tempo di 20"2. Questo record sarebbe stato superato il giorno seguente dagli statunitensi Tommie Smith e John Carlos che, vincendo le rispettive semifinali con il tempo di 20"1, si presentarono alla finale come grandi favoriti. Norman, però, riuscì a inserirsi fra i due nello sprint finale approfittando di un leggero rallentamento di Carlos, forse partito troppo veloce, e conquistando un'inattesa medaglia d'argento, oltreché il record oceaniano dei 200 metri, rimasto ancora imbattuto.
Più che per la gara in sé, tuttavia, Norman divenne celebre per aver partecipato a quella che probabilmente è ricordata come la più famosa protesta della storia dei Giochi olimpici quando, durante la premiazione, Smith e Carlos ascoltarono il loro inno nazionale chinando il capo e sollevando un pugno con un guanto nero, a sostegno del movimento denominato Olympic Project for Human Rights (Progetto Olimpico per i Diritti Umani). Norman espresse la sua solidarietà alla causa dei due atleti afro-americani indossando, durante la cerimonia, lo stemma dell'Olympic Project for Human Rights. Carlos aveva smarrito il proprio paio di guanti neri (l'idea, in origine, era che i due atleti avrebbero sollevato entrambi i pugni guantati di nero) e pare che sia stato lo stesso Norman a suggerire loro di dividersi l'unico paio disponibile, indossando un guanto ciascuno: nella fotografia divenuta celebre, Smith indossa il guanto destro e Carlos il sinistro. Tuttavia la sua medaglia d'argento alle Olimpiadi del '68 spesso passa inosservata di fronte alla più famosa protesta di Carlos e Smith, tanto che molti quotidiani sportivi ancora oggi lo classificano come medaglia di bronzo e non d'argento.

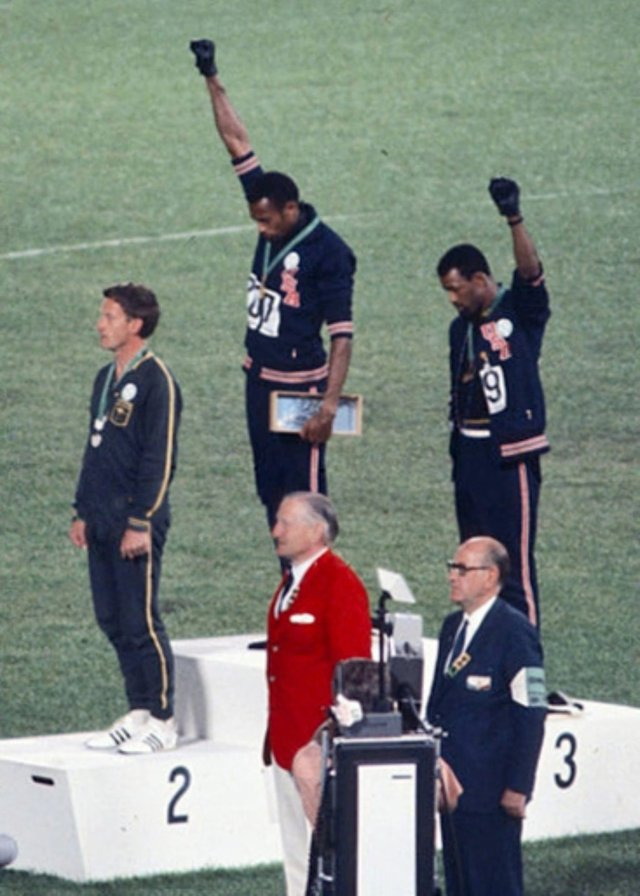
In ordine da sinistra: Peter Norman, Tommie Smith, John Carlos sul podio durante la premiazione della finale dei 200 metri piani alle olimpiadi di città del Messico nel 1968

### La condanna dei media australiani
Terminata l'attività agonistica, Norman si è impegnato nel campo dei diritti civili ma non ha abbandonato il mondo dell'atletica.
Venne violentemente condannato dai media australiani per quanto fatto durante la cerimonia di premiazione a Città del Messico e continuamente boicottato dai responsabili sportivi australiani. Pur qualificatosi per 100 e 200 metri per i Giochi olimpici di Monaco di Baviera 1972, ne venne escluso. L'Australia non inviò nemmeno un velocista a quella edizione dei Giochi. Peter Norman non venne nemmeno coinvolto nell'organizzazione dei Giochi olimpici di Sydney del 2000 e neppure invitato a presenziare, nonostante fosse il più grande velocista australiano di tutti i tempi.
La sua figura, la sua partecipazione olimpica a Città del Messico nel 1968 e il suo coraggioso appoggio all'Olympic Project for Human Rights con Tommie Smith e John Carlos sono ricordati nel film-documentario il Saluto diretto dal nipote Matt Norman.

### La morte e i riconoscimenti tardivi
Abbandonato il mondo sportivo, Norman si dedicò all’insegnamento. Morì a Melbourne il 3 ottobre 2006, all'età di 64 anni, a causa di un infarto. La federazione statunitense di atletica leggera ha proclamato il 9 ottobre, data del suo funerale, Peter Norman Day. Smith e Carlos hanno salutato per l'ultima volta il loro amico al suo funerale sorreggendone la bara.
Solo nel 2012, a 6 anni dalla sua scomparsa e 44 da quella clamorosa protesta, il Parlamento australiano ha approvato una tardiva dichiarazione per scusarsi con Peter Norman, riconoscendo inoltre il suo coraggio nell'indossare il simbolo del Progetto Olimpico per i Diritti umani sul podio, in solidarietà con Tommie Smith e John Carlos, e riabilitarlo alla storia con queste parole:
This House:

1) recognises the extraordinary athletic achievements of the late Peter Norman, who won the silver

medal in the 200 metres sprint running event at the 1968 Mexico City Olympics, in a time of 20.06

seconds, which still stands as the Australian record;

2) acknowledges the bravery of Peter Norman in donning an Olympic Project for Human Rights

badge on the podium, in solidarity with African-American athletes Tommie Smith and John

Carlos, who gave the ‘black power’ salute;

3) apologises to Peter Norman for the wrong done by Australia in failing to send him to the 1972

Munich Olympics, despite repeatedly qualifying; and

4) belatedly recognises the powerful role that Peter Norman played in furthering racial equality
Questo Parlamento:

1) riconosce lo straordinario risultato atletico di Peter Norman, che vinse la medaglia d'argento nella gara dei 200 metri piani ai giochi Olimpici di Città del Messico del 1968, in un tempo di 20.06, ancora oggi record australiano;

2) riconosce il coraggio di Peter Norman nell'indossare sul podio uno stemma del “Progetto Olimpico per i Diritti Umani”, in solidarietà con gli atleti afro-americani Tommie Smith e John Carlos, che effettuarono il saluto di “potere nero”;

3) si scusa con Peter Norman per non averlo mandato ai Giochi di Monaco 1972, nonostante si fosse qualificato ripetutamente; e

4) riconosce tardivamente il significativo ruolo che Peter Norman ebbe nel promuovere l'uguaglianza di razza.
(Camera dei Rappresentanti australiana. Voti e procedimenti. Nº 138)

## Record nazionali
- 200 metri piani: 20"06  ( Città del Messico, 15 ottobre 1968) - record detenuto fino al 7 dicembre 2024

## Palmarès
| Anno | Manifestazione                                   | Sede              | Evento      | Risultato  | Prestazione | Note             |
| ---- | ------------------------------------------------ | ----------------- | ----------- | ---------- | ----------- | ---------------- |
| 1962 | Giochi dell'Impero e del Commonwealth Britannico | Perth             | 220 iarde   | Semifinale | 21"8        |                  |
| 1966 | Giochi dell'Impero e del Commonwealth Britannico | Kingston          | 100 iarde   | Batteria   | 10"2        |                  |
| 1966 | Giochi dell'Impero e del Commonwealth Britannico | Kingston          | 220 iarde   | Semifinale | 21"2        |                  |
| 1966 | Giochi dell'Impero e del Commonwealth Britannico | Kingston          | 4×110 iarde | Bronzo     | 40"0        |                  |
| 1966 | Giochi dell'Impero e del Commonwealth Britannico | Kingston          | 4×440 iarde | 5º         | 3'12"2      |                  |
| 1968 | Giochi olimpici                                  | Città del Messico | 200 m piani | Argento    | 20"06       | Record oceaniano |
| 1970 | Giochi del Commonwealth Britannico               | Edimburgo         | 200 m piani | 5º         | 20"86       |                  |
| 1970 | Giochi del Commonwealth Britannico               | Edimburgo         | 4×100 m     | Batteria   | dnf         |                  |

## Campionati nazionali
- 5 volte campione australiano dei 200 metri piani[6]

1965/66
- Oro ai campionati australiani di atletica leggera, 200 metri piani - 20"9

1966-67
- Oro ai campionati australiani di atletica leggera, 200 metri piani - 21"3

1967/68
- Oro ai campionati australiani di atletica leggera, 200 metri piani - 20"5

1968/69
- Argento ai campionati australiani di atletica leggera, 100 metri piani - 10"6
- Oro ai campionati australiani di atletica leggera, 200 metri piani - 21"3

1969/70
- Oro ai campionati australiani di atletica leggera, 200 metri piani - 21"0

1971/72
- Bronzo ai campionati australiani di atletica leggera, 200 metri piani - 21"6